# Katarzyna Białkowska
Katarzyna Białkowska (ur. 7 listopada 1980) – polska judoczka.
Była zawodniczka MMKS Start Skierniewice (1994-2005). Sześciokrotna medalistka mistrzostw Polski seniorek: srebrna (2001) oraz pięciokrotna brązowa (2000 - w kat. ponad 78 kg, 2001 - w kat. open, 2002, 2004, 2005). Ponadto m.in. młodzieżowa mistrzyni Polski (2001) i mistrzyni Polski juniorek (2001). Uczestniczka mistrzostw Europy juniorek (1999 - 7 miejsce). Startowała głównie w kategorii do 78 kg.